# جيمس بي. ووكر
جيمس بي. ووكر (بالإنجليزية: James B. Walker)‏ هو سياسي أمريكي، ولد في 1812 بلوك في الولايات المتحدة، وتوفي في 1877.